# Leptotyphlops macrolepis
Leptotyphlops macrolepis este o specie de șerpi din genul Leptotyphlops, familia Leptotyphlopidae, descrisă de Peters 1857. Conform Catalogue of Life specia Leptotyphlops macrolepis nu are subspecii cunoscute.